# Alfred von Nesselrode
Alfred Franz Victor Graf von Nesselrode (* 24. August 1824 in Düsseldorf; † 1867) war ein deutscher Rittergutsbesitzer und Verwaltungsbeamter.

## Leben
Alfred von Nesselrode war der zweite Sohn des Grafen Franz Bertram von Nesselrode auf Ehreshoven und der Marie Luise geb. von Hanxleden zu Sassenberg. Er besuchte die Rheinische Friedrich-Wilhelms-Universität Bonn und wurde 1844 Mitglied des Corps Borussia Bonn. Nach dem Studium war er Besitzer des Rittergutes Sassenberg und Landrat z. D. Sein älterer Bruder war Maximilian von Nesselrode-Ehreshoven.